# Nesticus potreiro
Nesticus potreiro là một loài nhện trong họ Nesticidae.
Loài này thuộc chi Nesticus. Nesticus potreiro được miêu tả năm 2002 bởi Ott & Lise.